# Julian Tarnawski (prawnik)
Julian Franciszek Tarnawski (ur. 29 stycznia 1908 w Oknie, zm. 13–14 kwietnia 1940 w Katyniu) – polski prawnik, sędzia grodzki, porucznik piechoty rezerwy Wojska Polskiego, ofiara zbrodni katyńskiej.

## Życiorys
Syn Jana i Julii z Patraszewskich urodzony 29 stycznia 1908 we wsi Okno w ówczesnym powiecie horodeńskim Królestwa Galicji i Lodomerii.
W 1930 ukończył studia na Wydziale Prawa Uniwersytetu Jagiellońskiego w Krakowie i rozpoczął pracę w Rudkach koło Lwowa, a następnie aplikował w sądzie w Samborze. W 1935 został przeniesiony do Oleska, a w następnym roku mianowano go asesorem sądowym Sądu Apelacyjnego we Lwowie. 21 stycznia 1938 został mianowany sędzią grodzkim w Olesku.
Ukończył Szkołę Podchorążych Rezerwy Piechoty przy 17 pułku piechoty. 1 grudnia 1932 mianowany podporucznikiem. Na stopień porucznika rezerwy został awansowany ze starszeństwem z 1 stycznia 1937 i 198. lokatą w korpusie oficerów piechoty. Przydzielony do 52 pułku piechoty Strzelców Kresowych w Złoczowie.
Został zmobilizowany w sierpniu 1939. Po wybuchu II wojny światowej i agresji ZSRR na Polskę z 17 września 1939 wzięty do niewoli w rejonie miasta Zaleszczyki w obwodzie tarnopolskim przez Armię Czerwoną, a następnie przekazany NKWD i wywieziony w głąb Rosji. W kwietniu 1940 znajdował się na liście jeńców w obozie w Kozielsku, skąd 3 kwietnia 1940 wysłał ostatni list do żony . Między 11 a 12 kwietnia 1940 został przekazany do dyspozycji naczelnika Zarządu NKWD Obwodu Smoleńskiego – lista wywózkowa 022/3 z 9 kwietnia 1940. Między 13 a 14 kwietnia 1940 został zamordowany strzałem w tył głowy w Katyniu przez funkcjonariuszy Obwodowego Zarządu NKWD w Smoleńsku oraz pracowników NKWD przybyłych z Moskwy na mocy decyzji Biura Politycznego KC WKP(b) z 5 marca 1940. Ofiary tej zbrodni grzebano w bezimiennych mogiłach zbiorowych, gdzie od 28 lipca 2000 mieści się oficjalnie Polski Cmentarz Wojenny w Katyniu. W miejscu tym prowadzone były ekshumacje i prace archeologiczne. Po odkryciu mogił katyńskich wiosną 1943 jego ciało udało się zidentyfikować w toku ekshumacji nadzorowanych przez władze niemieckie pod numerem 1537 – dosłownie określony jako Tarnowski Juljan (raport dzienny z 8 maja 1943). Przy jego szczątkach znaleziono wizytówki własne, listy, fotografię oraz medalik. Figuruje na liście Komisji Technicznej PCK pod numerem 01537, wskazany jako wojskowy, sędzia grodzki – Tarnowski Juljan.

### Życie prywatne
Julian Tarnawski był żonaty z Heleną Chabałowską, z którą miał córkę Halinę.

## Upamiętnienie
5 października 2007 minister obrony narodowej Aleksander Szczygło mianował go pośmiertnie na stopień kapitana. Awans został ogłoszony 9 listopada 2007 w Warszawie, w trakcie uroczystości „Katyń Pamiętamy – Uczcijmy Pamięć Bohaterów”.
13 kwietnia 2016, w ramach akcji „Katyń... pamiętamy” / „Katyń... Ocalić od zapomnienia”, w ogrodzie Pałacu Prezydenckiego został zasadzony Dąb Pamięci poświęconego wszystkim Ofiarom Zbrodni Katyńskiej, certyfikat z numerem 1.